# Pièce de 25 øre de la couronne danoise

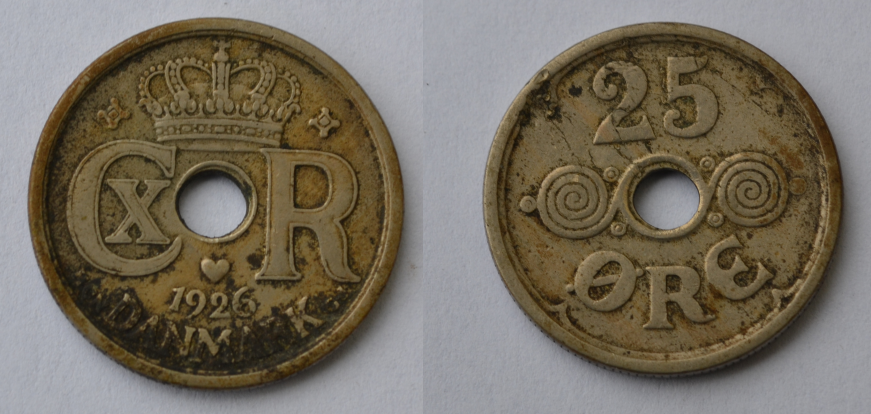
Pièce 25 øre danoise 1926.

Le 25 øre (en danois : 25-øresmønt) était la plus petite des pièces de monnaie au Danemark. Elle a été démonétisée en 2008.

## Historique
La première pièce de 25 øre a été introduite en 1875 et était composée de 60 % d'argent. Les pièces produites à partir de 1920 sont en cupronickel de couleur argent (75 % de cuivre, 25 % de nickel) pour réduire leur coût. À partir de 1924, les pièces de 25 øre ont été produites sous forme de pièces perforées, ce qui les rendait notamment plus faciles à identifier pour les malvoyants.
À la fin de la Seconde Guerre mondiale, le Danemark connait une pénurie de matières premières et les pièces de 25 øre sont fabriquées en zinc. À partir de 1948, le cupronickel est réutilisé, mais sans le trou, qui ne réapparaît qu'en 1967.
En 1991, les pièces de 5 et 10 øre sont démonétisées, faisant de la pièce de cuivre de 25 øre la plus petite monnaie du Danemark.
Le 1er octobre 2008, la pièce de 25 øre est également supprimée, son pouvoir d'achat était trop faible et ses coûts de production trop élevés. Jusqu'au 1er octobre 2011 les pièces pouvaient être échangées dans les banques. En conséquence de cette abolition, de nouvelles règles d'arrondi pour les paiements en espèces ont été appliquées. Les montants de 0,25 à 0,74 couronne sont arrondis à 50 øre et les autres montants sont arrondis au montant entier le plus proche.